# Campionati italiani maschili assoluti di atletica leggera 1931
I XXII campionati italiani assoluti di atletica leggera 1931 si sono tenuti in varie sedi poiché l'edizione maschile era articolata in sei riunioni e la classifica finale era a punti per tutti i concorsi e le gare su pista, ad eccezione delle staffette e delle prove multiple. Le sedi delle gare furono le seguenti:
1. 24 maggio, Milano, campo dello Sport Club Italia di via Sismondi
2. 31 maggio, Bologna, stadio Littoriale
3. 28 giugno, Genova, campo del Gruppo Sportivo Nafta al Lido d'Albaro
4. 26 luglio, Roma, campo barone Lazzaroni
5. 6 settembre, Firenze, campo dell'ASSI Giglio Rosso di viale dei Colli
6. 4 ottobre, Milano, Arena Civica

Fu anche la prima edizione valida, con classifica finale a punti, anche per i campionati italiani di società di atletica leggera. Furono assegnati 23 titoli italiani individuali in altrettante specialità, a cui si aggiunsero i nove assegnati in manifestazioni separate, per un totale di 32 titoli di campione italiano 1931.
Il campionato italiano di corsa campestre si disputò il 22 febbraio a Torino, quello di mezza maratona il 21 giugno a Firenze e quello di maratona l'11 ottobre a Torino. La mezza maratona di marcia si svolse il 28 giugno a Roma e la marcia 50 km ebbe luogo il 27 settembre su un percorso da Milano a Como. Infine, il titolo italiano del pentathlon fu assegnato insieme a quello della staffetta 4×1500 metri il 20 settembre a Bologna e quello del decathlon, insieme a quello della staffetta 3×3000 metri, a Napoli il 3-4 novembre.

## Risultati

### Le gare su pista e i concorsi

#### Le gare della prima tappa del 24 maggio a Milano
| Specialità             | Oro                                                                             | Prestazione | Argento                                                                             | Prestazione | Bronzo                                                                               | Prestazione |
| Corse                  | Corse                                                                           | Corse       | Corse                                                                               | Corse       | Corse                                                                                | Corse       |
| ---------------------- | ------------------------------------------------------------------------------- | ----------- | ----------------------------------------------------------------------------------- | ----------- | ------------------------------------------------------------------------------------ | ----------- |
| 100 m                  | Ruggero Maregatti Associazione Sportiva Ambrosiana                              | 10"4/5      | Edgardo Toetti Sport Club Italia                                                    | a 1 metro   | Manlio Gelsomini Associazione Sportiva Roma                                          | s/t         |
| 400 m                  | Giacomo Carlini Atletica San Giorgio                                            | 50"0        | Manfredo Giacomelli ASSI Giglio Rosso                                               | 50"2/5      | Mario Gerbella Atletica San Giorgio                                                  | 50"3/5      |
| 1500 m                 | Luigi Beccali Pro Patria Milano                                                 | 4'02"1/5    | Mario Tugnoli Virtus Bologna Sportiva                                               | 4'04"1/5    | Euclide Svampa ASSI Giglio Rosso                                                     | 4'06"2/5    |
| 10 000 m               | Angelo Malachina Atletica San Giorgio                                           | 33'21"4/5   | Nello Bartolini ASSI Giglio Rosso                                                   | 33'35"0     | Spartaco Morelli Società Ginnastica Pro Patria et Libertate                          | 33'43"1/5   |
| 110 m hs               | Luigi Facelli Associazione Sportiva Ambrosiana                                  | 15"1/5      | Giacomo Carlini Atletica San Giorgio                                                | 15"3/5      | Gianni Caldana GAF Padovano                                                          | 16"0        |
| Marcia 10 000 m        | Ugo Frigerio GSR Mussolini Milano                                               | 46'56"2/5   | Luigi Bosatra Sport Club Italia                                                     | 48'51"3/5   | Umberto Olivoni Sport Club Italia                                                    | 49'56"2/5   |
| Staffetta 4×100 m      | ASSI Giglio Rosso Vasco Lucci Enrico Torre Manfredo Giacomelli Guido Cortopassi | 43"2/5      | Atletica San Giorgio Gaetano Giuffrè Giuseppe Escher Mario De Negri Nicola Brignole | 45"0        | Associazione Sportiva Ambrosiana Zanini Giovanni Fusarpoli Maineri Ruggero Maregatti | 47"2/5      |
| Salti                  |                                                                                 |             |                                                                                     |             |                                                                                      |             |
| Salto in alto          | Angelo Tommasi Fondazione Bentegodi Verona                                      | 1,80 m      | Enrico Broglia Sport Club Italia                                                    | 1,75 m      | Edgardo Degli Esposti Virtus Bologna Sportiva                                        | 1,75 m      |
| Salto triplo           | Plinio Palmano Associazione Sportiva Udinese                                    | 13,70 m     | Angelo Carta Società Ginnastica Amsicora                                            | 13,35 m     | Camillo Zemi Sport Club Italia                                                       | 43,59 m     |
| Lanci                  |                                                                                 |             |                                                                                     |             |                                                                                      |             |
| Lancio del martello    | Fernando Vandelli Associazione Sportiva La Fratellanza 1874                     | 45,14 m     | Armando Poggioli Associazione Sportiva La Fratellanza 1874                          | 44,54 m     | Camillo Zemi Sport Club Italia                                                       | 43,59 m     |
| Lancio del giavellotto | Alberto Dominutti Fondazione Bentegodi Verona                                   | 56,525 m    | Giuseppe Palmieri GAF Padovano                                                      | 56,47 m     | Mario Agosti Gruppo Sportivo Pordenone                                               | 54,68 m     |

#### Le gare della seconda tappa del 31 maggio a Bologna
| Specialità        | Oro                                                                                               | Prestazione | Argento                                                 | Prestazione | Bronzo                                             | Prestazione |
| Corse             | Corse                                                                                             | Corse       | Corse                                                   | Corse       | Corse                                              | Corse       |
| ----------------- | ------------------------------------------------------------------------------------------------- | ----------- | ------------------------------------------------------- | ----------- | -------------------------------------------------- | ----------- |
| 200 m             | Giacomo Carlini Atletica San Giorgio                                                              | 22"2/5      | Edgardo Toetti Sport Club Italia                        | 22"3/5      | Ruggero Maregatti Associazione Sportiva Ambrosiana | 22"4/5      |
| 800 m             | Luigi Beccali Pro Patria Milano                                                                   | 1'57"4/5    | Mario Tugnoli Virtus Bologna Sportiva                   | 1'58"0      | Giuseppe Gordini Virtus Bologna Sportiva           | 1'59"3/5    |
| 5000 m            | Corrado Franceschini ASSI Giglio Rosso                                                            | 15'28"4/5   | Giuseppe Lippi ASSI Giglio Rosso                        | 15'32"3/5   | Alfredo Lazzerini Atletica San Giorgio             | 15'32"4/5   |
| 400 m hs          | Luigi Facelli Associazione Sportiva Ambrosiana                                                    | 55"1/5      | Giordano Cumar Associazione Sportiva Ambrosiana         | 56"4/5      | Mario De Negri Atletica San Giorgio                | 57"1/5      |
| Staffetta 4×400 m | Associazione Sportiva Ambrosiana Giovanni Fusarpoli Giordano Cumar Vincenzo Gerardi Luigi Facelli | 3'23"0      | Pro Patria Milano                                       | 3'27"4/5    | Virtus Bologna Sportiva                            | 3'28"4/5    |
| Salti             |                                                                                                   |             |                                                         |             |                                                    |             |
| Salto con l'asta  | Amelio Mazzocchi Virtus Bologna Sportiva                                                          | 3,50 m      | Danilo Innocenti ASSI Giglio Rosso                      | 3,50 m      | Giacinto Lambiasi Forti e Liberi Monza             | 3,40 m      |
| Salto in lungo    | Virgilio Tommasi Fondazione Bentegodi Verona                                                      | 7,23 m      | Arturo Maffei ASSI Giglio Rosso                         | 7,19 m      | Guido Cortopassi ASSI Giglio Rosso                 | 7,02 m      |
| Lanci             |                                                                                                   |             |                                                         |             |                                                    |             |
| Getto del peso    | Enrico Rolla Atletica San Giorgio                                                                 | 13,275 m    | Albino Pighi Fondazione Bentegodi Verona                | 13,08 m     | Natale Mosca Pro Patria Milano                     | 12,90 m     |
| Lancio del disco  | Camillo Zemi Sport Club Italia                                                                    | 42,47 m     | Luigi Ponzoni Associazione Sportiva La Fratellanza 1874 | 42,38 m     | Albino Pighi Fondazione Bentegodi Verona           | 41,60 m     |

#### Le gare della terza tappa del 28 giugno a Genova
| Specialità                            | Oro                                                                                         | Prestazione | Argento                                                                       | Prestazione | Bronzo                                                                           | Prestazione |
| Corse                                 | Corse                                                                                       | Corse       | Corse                                                                         | Corse       | Corse                                                                            | Corse       |
| ------------------------------------- | ------------------------------------------------------------------------------------------- | ----------- | ----------------------------------------------------------------------------- | ----------- | -------------------------------------------------------------------------------- | ----------- |
| 100 m                                 | Edgardo Toetti Sport Club Italia                                                            | 11"0        | Ruggero Maregatti AS Ambrosiana                                               | a spalla    | Manlio Gelsomini AS Roma                                                         | a 50 cm     |
| 400 m                                 | Giacomo Carlini Atletica San Giorgio                                                        | 50"3/5      | Manfredo Giacomelli ASSI Giglio Rosso                                         | a 50 cm     | Mario De Negri Atletica San Giorgio                                              | 50"4/5      |
| 1500 m                                | Luigi Beccali Pro Patria Milano                                                             | 4'03"1/5    | Euclide Svampa ASSI Giglio Rosso                                              | 4'03"3/5    | Alfredo Furia GAF Padovano                                                       | 4'04"0      |
| 10000 m                               | Angelo Malachina San Giorgio Genova                                                         | 33'07"0     | Spartaco Morelli Società Ginnastica Pro Patria et Libertate                   | 33'13"3/5   | Nello Bartolini ASSI Giglio Rosso                                                | 33'45"0     |
| 110 m ostacoli                        | Luigi Facelli Associazione Sportiva Ambrosiana                                              | 15"2/5      | Giacomo Carlini Atletica San Giorgio                                          | 16"0        | Gianni Caldana GAF Padovano                                                      | 16"1/5      |
| Staffetta svedese (100+200+300+400 m) | Associazione Sportiva Ambrosiana Luigi Facelli Giovanni Fusarpoli Ruggero Maregatti Foresti | 1'59"2/5    | Pro Patria Milano Luigi Beccali Giovanni Turba Giovannino Cani Mario Radaelli | 2'02"0      | ASSI Giglio Rosso Manfredo Giacomelli Orlando Orlandini Enrico Torre Vasco Lucci | 2'03"2/5    |
| Salti                                 |                                                                                             |             |                                                                               |             |                                                                                  |             |
| Salto in alto                         | Gianni Caldana GAF Padovano                                                                 | 1,75 m      | Carlo Mercatelli Associazione Sportiva Roma                                   | 1,75 m      | Angelo Tommasi Fondazione Bentegodi Verona                                       | 1,70 m      |
| Salto triplo                          | Plinio Palmano Associazione Sportiva Udinese                                                | 13,78 m     | Dante Gherardi Associazione Sportiva Roma                                     | 13,28 m     | Anello Benazzi Virtus Bologna Sportiva                                           | 13,10 m     |
| Lanci                                 |                                                                                             |             |                                                                               |             |                                                                                  |             |
| Lancio del martello                   | Fernando Vandelli Associazione Sportiva La Fratellanza 1874                                 | 44,99 m     | Armando Poggioli Associazione Sportiva La Fratellanza 1874                    | 44,70 m     | Camillo Zemi Sport Club Italia                                                   | 44,52 m     |
| Lancio del giavellotto                | Luigi Spazzali Sport Club Gorizia                                                           | 55,10 m     | Alberto Dominutti Fondazione Bentegodi Verona                                 | 54,60 m     | Luigi Brighetti Virtus Bologna Sportiva                                          | 50,21 m     |

#### Le gare della quarta tappa del 26 luglio a Roma
| Specialità        | Oro                                                                                                | Prestazione | Argento                                                                           | Prestazione | Bronzo                                                     | Prestazione |
| Corse             | Corse                                                                                              | Corse       | Corse                                                                             | Corse       | Corse                                                      | Corse       |
| ----------------- | -------------------------------------------------------------------------------------------------- | ----------- | --------------------------------------------------------------------------------- | ----------- | ---------------------------------------------------------- | ----------- |
| 200 m             | Edgardo Toetti Sport Club Italia                                                                   | 21"4/5      | Ruggero Maregatti Associazione Sportiva Ambrosiana                                | 22"0        | Giuseppe Castelli Scarpa & Magnano Savona                  | 22"1/5      |
| 800 m             | Luigi Beccali Pro Patria Milano                                                                    | 1'56"1/5    | Mario Tugnoli Virtus Bologna Sportiva                                             | 1'56"4/5    | Ettore Tavernari Associazione Sportiva La Fratellanza 1874 | 1'57"2/5    |
| 5000 m            | Corrado Franceschini ASSI Giglio Rosso                                                             | 15'49"3/5   | Angelo Malachina Atletica San Giorgio                                             | 15'53"4/5   | Angelo Davoli Atletica San Giorgio                         | 15'56"2/5   |
| 400 m hs          | Luigi Facelli Associazione Sportiva Ambrosiana                                                     | 54"2/5      | Emilio Mori GUF Torino                                                            | 58"2/5      | Giordano Cumar Associazione Sportiva Ambrosiana            | 58"2/5      |
| Staffetta 4x200 m | Associazione Sportiva Ambrosiana Giovanni Fusarpoli Giordano Cumar Luigi Facelli Ruggero Maregatti | 1'30"1/5    | Sport Club Italia Attilio o Fulvio Gesa Ezio Bertoletti Elio Ragni Edgardo Toetti | 1'30"2/5    | ASSI Giglio Rosso                                          | 1'32"0      |
| Salti             | |             |                                                                                   |             |                                                            |             |
| Salto con l'asta  | Danilo Innocenti ASSI Giglio Rosso                                                                 | 3,60 m      | Amelio Mazzocchi Virtus Bologna Sportiva                                          | 3,30 m      | Giovanni Zambelli Società Ginnastica Roma                  | 3,10 m      |
| Salto in lungo    | Arturo Maffei ASSI Giglio Rosso                                                                    | 7,25 m      | Virgilio Tommasi Fondazione Bentegodi Verona                                      | 7,06 m      | Guido Cortopassi ASSI Giglio Rosso                         | 6,99 m      |
| Lanci             | |             |                                                                                   |             |                                                            |             |
| Getto del peso    | Albino Pighi Fondazione Bentegodi Verona                                                           | 13,41 m     | Enrico Rolla Atletica San Giorgio                                                 | 12,37 m     | Gino Zendri Gruppo Sportivo Fiamme Gialle                  | 12,33 m     |
| Lancio del disco  | Albino Pighi Fondazione Bentegodi Verona                                                           | 41,77 m     | Camillo Zemi Sport Club Italia                                                    | 40,46 m     | Benvenuto Mignani Virtus Bologna Sportiva                  | 37,52 m     |

#### Le gare della quinta tappa del 6 settembre a Firenze
| Specialità             | Oro                                                                           | Prestazione | Argento                                                                       | Prestazione | Bronzo                                                                           | Prestazione |
| Corse                  | Corse                                                                         | Corse       | Corse                                                                         | Corse       | Corse                                                                            | Corse       |
| ---------------------- | ----------------------------------------------------------------------------- | ----------- | ----------------------------------------------------------------------------- | ----------- | -------------------------------------------------------------------------------- | ----------- |
| 100 m                  | Edgardo Toetti Sport Club Italia                                              | 10"4/5      | Ruggero Maregatti Associazione Sportiva Ambrosiana                            | 11"0        | Giulio Cesare Giovenzana Virtus Bologna Sportiva                                 | 11"1/5      |
| 400 m                  | Luigi Facelli Associazione Sportiva Ambrosiana                                | 49"3/5      | Ettore Tavernari Associazione Sportiva La Fratellanza 1874                    | 50"3/5      | Manfredo Giacomelli ASSI Giglio Rosso                                            | s/t         |
| 1500 m                 | Nello Bartolini ASSI Giglio Rosso                                             | 4'08"4/5    | Alfredo Furia GAF Padovano                                                    | 4'10"0      | Giuseppe Lippi ASSI Giglio Rosso                                                 | 4'10"1/5    |
| 10 000 m               | Angelo Malachina Atletica San Giorgio                                         | 32'44"0     | Spartaco Morelli Società Ginnastica Pro Patria et Libertate                   | 32'48"3/5   | Umberto Bacchi Virtus Bologna Sportiva                                           | 33'11"2/5   |
| 110 m hs               | Luigi Facelli Associazione Sportiva Ambrosiana                                | 16"0        | Gianni Caldana GAF Padovano                                                   | 16"2/5      | Francesco Tabai Unione Ginnastica Goriziana                                      | 16"4/5      |
| Staffetta 4×800 m      | Pro Patria Milano Aristide Bonfà Fabio Cavallari Giovanni Turba Luigi Beccali | 8'04"1/5    | ASSI Giglio Rosso Grazzini Nello Bartolini Giovanni Giovanardi Giuseppe Lippi | 8'08"2/5    | Atletica San Giorgio Angelo Davoli Giovanni Garaventa Luigi Boero Mario De Negri | 8'11"4/5    |
| Salti                  |                                                                               |             |                                                                               |             |                                                                                  |             |
| Salto in alto          | Enrico Broglia Sport Club Italia                                              | 1,83 m      | Angelo Tommasi Fondazione Bentegodi Verona                                    | 1,80 m      | Gianni Caldana GAF Padovano                                                      | 1,80 m      |
| Salto triplo           | Francesco Tabai Unione Ginnastica Goriziana                                   | 14,15 m     | Plinio Palmano Associazione Sportiva Udinese                                  | 13,39 m     | Folco Guglielmi Unione Sportiva Pisa                                             | 13,01 m     |
| Lanci                  |                                                                               |             |                                                                               |             |                                                                                  |             |
| Lancio del martello    | Armando Poggioli Associazione Sportiva La Fratellanza 1874                    | 46,17 m     | Fernando Vandelli Associazione Sportiva La Fratellanza 1874                   | 45,14 m     | Luigi Tullio Carpi Atletica San Giorgio                                          | 41,12 m     |
| Lancio del giavellotto | Giuseppe Palmieri GAF Padovano                                                | 58,60 m     | Alberto Dominutti Fondazione Bentegodi Verona                                 | 57,61 m     | Luigi Spazzali Unione Ginnastica Goriziana                                       | 54,09 m     |

#### Le gare della sesta tappa del 4 ottobre a Milano
| Specialità                                | Oro                                                                                                  | Prestazione | Argento                                                                | Prestazione | Bronzo                                                                             | Prestazione            |
| Corse                                     | Corse                                                                                                | Corse       | Corse                                                                  | Corse       | Corse                                                                              | Corse                  |
| ----------------------------------------- | --- | ----------- | ---------------------------------------------------------------------- | ----------- | ---------------------------------------------------------------------------------- | ---------------------- |
| 200 m                                     | Ruggero Maregatti Associazione Sportiva Ambrosiana                                                   | 21"3/5      | Giulio Cesare Giovenzana Virtus Bologna Sportiva                       | 22"0        | Medaglia non assegnata                                                             | Medaglia non assegnata |
| 800 m                                     | Ettore Tavernari Associazione Sportiva La Fratellanza 1874                                           | 1'53"1/5    | Luigi Beccali Pro Patria Milano                                        | 1'53"2/5    | Euclide Svampa ASSI Giglio Rosso                                                   | 1'57"4/5               |
| 5000 m                                    | Luigi Boero Atletica San Giorgio                                                                     | 15'30"2/5   | Corrado Franceschini ASSI Giglio Rosso                                 | 15'35"0     | Giuseppe Lippi ASSI Giglio Rosso                                                   | 15'42"0                |
| 400 m hs                                  | Luigi Facelli Associazione Sportiva Ambrosiana                                                       | 54"4/5      | Mario De Negri Atletica San Giorgio                                    | 57"1/5      | Emilio Mori GUF Torino                                                             | 57"3/5                 |
| Staffetta olimpionica (800+400+200+100 m) | Associazione Sportiva Ambrosiana Luigi Facelli Vincenzo Gerardi Giovanni Fusarpoli Ruggero Maregatti | 3'30"1/5    | Pro Patria Milano Luigi Beccali Giovanni Turba Mario Radaelli Raimondi | 3'32"3/5    | ASSI Giglio Rosso Giovanni Giovanardi Manfredo Giacomelli Vasco Lucci Enrico Torre | 3'35"3/5               |
| Salti                                     | |             |                                                                        |             |                                                                                    |                        |
| Salto con l'asta                          | Danilo Innocenti ASSI Giglio Rosso                                                                   | 3,40 m      | Antonio Martello Forti e Liberi Monza                                  | 3,40 m      | Amelio Mazzocchi Virtus Bologna Sportiva                                           | 3,20 m                 |
| Salto in lungo                            | Virgilio Tommasi Fondazione Bentegodi Verona                                                         | 7,02 m      | Arturo Maffei ASSI Giglio Rosso                                        | 6,97 m      | Francesco Tabai Unione Ginnastica Goriziana                                        | 6,97 m                 |
| Lanci                                     | |             |                                                                        |             |                                                                                    |                        |
| Getto del peso                            | Albino Pighi Fondazione Bentegodi Verona                                                             | 13,42 m     | Enrico Rolla Atletica San Giorgio                                      | 13,29 m     | Luigi Ponzoni Associazione Sportiva La Fratellanza 1874                            | 12,67 m                |
| Lancio del disco                          | Albino Pighi Fondazione Bentegodi Verona                                                             | 42,25 m     | Benvenuto Mignani Virtus Bologna Sportiva                              | 41,78 m     | Luigi Ponzoni Associazione Sportiva La Fratellanza 1874                            | 41,57 m                |

#### Classifica finale a punti
Sono riportate qui di seguito le tre posizioni delle classifiche finali a punti di tutte le gare disputatesi nelle sei tappe del campionato, con l'eccezione delle staffette, per le quali il titolo di squadra campione d'Italia fu assegnato in gare singole svoltesi nelle varie tappe del campionato (una diversa staffetta per ogni tappa più due staffette in due eventi separati insieme alle prove multiple).
| Specialità             | Oro                                                         | Punteggio | Argento                                                     | Punteggio | Bronzo                                            | Punteggio              |
| Corse                  | Corse                                                       | Corse     | Corse                                                       | Corse     | Corse                                             | Corse                  |
| ---------------------- | ----------------------------------------------------------- | --------- | ----------------------------------------------------------- | --------- | ------------------------------------------------- | ---------------------- |
| 100 m                  | Edgardo Toetti Sport Club Italia                            | 17 p.     | Ruggero Maregatti Associazione Sportiva Ambrosiana          | 16 p.     | Manlio Gelsomini Associazione Sportiva Roma       | 10 p.                  |
| 200 m                  | Ruggero Maregatti Associazione Sportiva Ambrosiana          | 15 p.     | Edgardo Toetti Sport Club Italia                            | 11 p.     | Giuseppe Castelli Scarpa & Magnano Savona         | 7 p.                   |
| 400 m                  | Manfredo Giacomelli ASSI Giglio Rosso                       | 14 p.     | Giacomo Carlini Atletica San Giorgio                        | 12 p.     | Vincenzo Gerardi Associazione Sportiva Ambrosiana | 8 p.                   |
| 800 m                  | Luigi Beccali Pro Patria Milano                             | 17 p.     | Giuseppe Gordini Virtus Bologna Sportiva                    | 10 p.     | Medaglia non assegnata                            | Medaglia non assegnata |
| 800 m                  | Luigi Beccali Pro Patria Milano                             | 17 p.     | Ettore Tavernari Associazione Sportiva La Fratellanza 1874  | 10 p.     | Medaglia non assegnata                            | Medaglia non assegnata |
| 800 m                  | Luigi Beccali Pro Patria Milano                             | 17 p.     | Mario Tugnoli Virtus Bologna Sportiva                       | 10 p.     | Medaglia non assegnata                            | Medaglia non assegnata |
| 1500 m                 | Luigi Beccali Pro Patria Milano                             | 12 p.     | Alfredo Furia GAF Padovano                                  | 9 p.      | Medaglia non assegnata                            | Medaglia non assegnata |
| 1500 m                 | Luigi Beccali Pro Patria Milano                             | 12 p.     | Euclide Svampa ASSI Giglio Rosso                            | 9 p.      | Medaglia non assegnata                            | Medaglia non assegnata |
| 5000 m                 | Corrado Franceschini ASSI Giglio Rosso                      | 17 p.     | Giuseppe Lippi ASSI Giglio Rosso                            | 12 p.     | Angelo Malachina Atletica San Giorgio             | 10 p.                  |
| 10 000 m               | Angelo Malachina Atletica San Giorgio                       | 18 p.     | Spartaco Morelli Società Ginnastica Pro Patria et Libertate | 14 p.     | Nello Bartolini ASSI Giglio Rosso                 | 9 p.                   |
| 110 m hs               | Luigi Facelli Associazione Sportiva Ambrosiana              | 18 p.     | Gianni Caldana GAF Padovano                                 | 13 p.     | Giacomo Carlini Atletica San Giorgio              | 10 p.                  |
| 400 m hs               | Luigi Facelli Associazione Sportiva Ambrosiana              | 18 p.     | Emilio Mori GUF Torino                                      | 11 p.     | Giordano Cumar Associazione Sportiva Ambrosiana   | 9 p.                   |
| 400 m hs               | Luigi Facelli Associazione Sportiva Ambrosiana              | 18 p.     | Emilio Mori GUF Torino                                      | 11 p.     | Mario De Negri Atletica San Giorgio               | 9 p.                   |
| Salti                  |                                                             |           |                                                             |           |                                                   |                        |
| Salto in alto          | Angelo Tommasi Fondazione Bentegodi Verona                  | 15 p.     | Enrico Broglia Sport Club Italia                            | 14 p.     | Gianni Caldana GAF Padovano                       | 10 p.                  |
| Salto in alto          | Angelo Tommasi Fondazione Bentegodi Verona                  | 15 p.     | Enrico Broglia Sport Club Italia                            | 14 p.     | Carlo Mercatelli Associazione Sportiva Roma       | 10 p.                  |
| Salto con l'asta       | Danilo Innocenti ASSI Giglio Rosso                          | 17 p.     | Amelio Mazzocchi Virtus Bologna Sportiva                    | 15 p.     | Giovanni Zambelli Società Ginnastica Roma         | 10 p.                  |
| Salto in lungo         | Virgilio Tommasi Fondazione Bentegodi Verona                | 17 p.     | Arturo Maffei ASSI Giglio Rosso                             | 16 p.     | Guido Cortopassi ASSI Giglio Rosso                | 8 p.                   |
| Salto triplo           | Plinio Palmano Associazione Sportiva Udinese                | 17 p.     | Anello Benazzi Virtus Bologna Sportiva                      | 9 p.      | Folco Guglielmi Unione Sportiva Pisa              | 8 p.                   |
| Lanci                  |                                                             |           |                                                             |           |                                                   |                        |
| Getto del peso         | Enrico Rolla Atletica San Giorgio                           | 16 p.     | Albino Pighi Fondazione Bentegodi Verona                    | 12 p.     | Camillo Zemi Sport Club Italia                    | 9 p.                   |
| Lancio del disco       | Albino Pighi Fondazione Bentegodi Verona                    | 16 p.     | Camillo Zemi Sport Club Italia                              | 14 p.     | Benvenuto Mignani Virtus Bologna Sportiva         | 11 p.                  |
| Lancio del martello    | Fernando Vandelli Associazione Sportiva La Fratellanza 1874 | 17 p.     | Armando Poggioli Associazione Sportiva La Fratellanza 1874  | 16 p.     | Luigi Tullio Carpi Atletica San Giorgio           | 10 p.                  |
| Lancio del giavellotto | Alberto Dominutti Fondazione Bentegodi Verona               | 16 p.     | Giuseppe Palmieri GAF Padovano                              | 14 p.     | Luigi Spazzali Unione Ginnastica Goriziana        | 13 p.                  |

#### Classifica del primo campionato italiano di società
La classifica del primo campionato italiano di società fu la seguente:
| Posizione | Società                                   | Punteggio |
| --------- | ----------------------------------------- | --------- |
| Oro       | ASSI Giglio Rosso                         | 41 p.     |
| Argento   | Associazione Sportiva Ambrosiana          | 31 p.     |
| Bronzo    | Atletica San Giorgio                      | 25 p.     |
| 4         | Virtus Bologna Sportiva                   | 24 p.     |
| 5         | Pro Patria Milano                         | 20 p.     |
| 6         | Fondazione Bentegodi Verona               | 18 p.     |
| 7         | Sport Club Italia                         | 17 p.     |
| 8         | Associazione Sportiva La Fratellanza 1874 | 14 p.     |
| 9         | Forti e Liberi Monza                      | 12 p.     |

### La corsa campestre del 22 febbraio a Torino
La gara di corsa campestre si disputò a Torino presso l'ippodromo di Mirafiori su un circuito di 1429 metri da percorrere sette volte.
| Specialità              | Oro                               | Prestazione | Argento                          | Prestazione | Bronzo                                 | Prestazione |
| ----------------------- | --------------------------------- | ----------- | -------------------------------- | ----------- | -------------------------------------- | ----------- |
| Corsa campestre (10 km) | Nello Bartolini ASSI Giglio Rosso | 34'41"4/5   | Giuseppe Lippi ASSI Giglio Rosso | 34'54"0     | Gaetano Caffarena Atletica San Giorgio | 35'12"4/5   |

### La mezza maratona di corsa del 21 giugno a Firenze

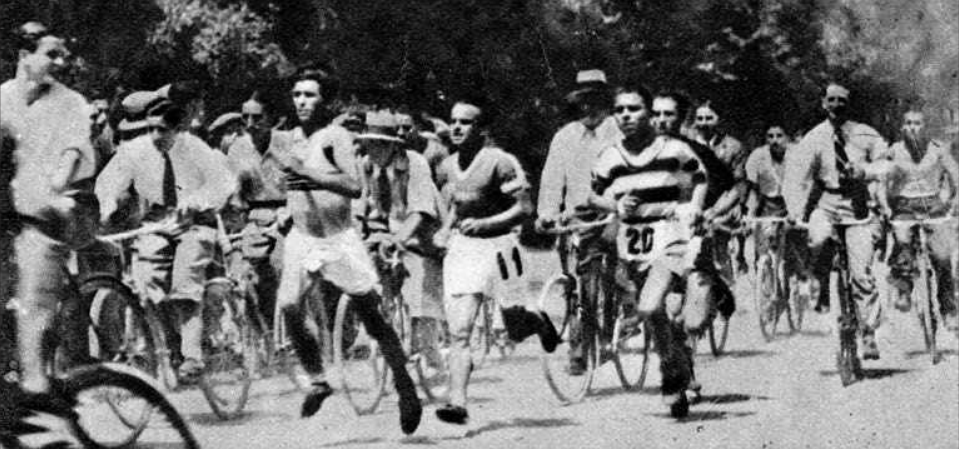
La gara del campionato italiano di mezza maratona.

Il campionato italiano maschile di maratonina si corse a Firenze su un circuito di 6700 metri da percorrere tre volte.
| Specialità               | Oro                                                         | Prestazione | Argento                                     | Prestazione | Bronzo                                   | Prestazione |
| ------------------------ | ----------------------------------------------------------- | ----------- | ------------------------------------------- | ----------- | ---------------------------------------- | ----------- |
| Mezza maratona (20,1 km) | Spartaco Morelli Società Ginnastica Pro Patria et Libertate | 1h08'49"2/5 | Michele Fanelli Unione Sportiva Postiglione | 1h19'07"0   | Simone Paduano Società Sportiva Recanati | 1h09'33"0   |

### La mezza maratona di marcia del 28 giugno a Roma
Il titolo di campione italiano della mezza maratona di marcia fu assegnato a Roma su un percorso di 25 km (23 secondo alcune fonti).
| Specialità   | Oro                               | Prestazione | Argento                           | Prestazione | Bronzo                                    | Prestazione |
| ------------ | --------------------------------- | ----------- | --------------------------------- | ----------- | ----------------------------------------- | ----------- |
| Marcia 25 km | Umberto Olivoni Sport Club Italia | 2h13'36"4/5 | Ulrico Donadoni Sport Club Italia | 2h13'59"0   | Eugenio Romeo Gruppo Sportivo Fiamme Nere | 2h16'52"3/5 |

### Il pentathlon e la staffetta 4×1500 metri del 20 settembre a Bologna
I titoli di campione italiano del pentathlon e della staffetta 4×1500 metri furono assegnati in una giornata separata a Bologna.
| Specialità         | Oro                                                                                 | Prestazione | Argento                                                                     | Prestazione | Bronzo                                                                   | Prestazione |
| ------------------ | ----------------------------------------------------------------------------------- | ----------- | --------------------------------------------------------------------------- | ----------- | ------------------------------------------------------------------------ | ----------- |
| Pentathlon         | Luigi Spazzali Unione Ginnastica Goriziana                                          | 3349,935 p. | Enrico Torre ASSI Giglio Rosso                                              | 3278,840 p. | Francesco Tabai Unione Ginnastica Goriziana                              | 3139,575 p. |
| Staffetta 4×1500 m | ASSI Giglio Rosso Giovanni Giovanardi Euclide Svampa Giuseppe Lippi Nello Bartolini | 16'50"0     | Atletica San Giorgio Giovanni Garaventa Angelo Davoli Lazzarini Luigi Boero | 16'57"1/5   | Pro Patria Milano Aristide Bonfà Borghetti Fabio Cavallari Luigi Beccali | 16'58"3/5   |

### La marcia 50 km del 27 settembre a Milano-Como
La gara della marcia 50 km si disputò su un percorso che da Sesto San Giovanni andava a Monza, Muggiò, Nova Milanese, Limbiate, Solaro, Saronno, Rovellasca, Bregnano, Fino Mornasco, Portichetto, Camerlata e arrivo a Como presso lo stadio Giuseppe Sinigaglia.
| Specialità   | Oro                                                        | Prestazione | Argento                                                      | Prestazione | Bronzo                                                     | Prestazione |
| ------------ | ---------------------------------------------------------- | ----------- | ------------------------------------------------------------ | ----------- | ---------------------------------------------------------- | ----------- |
| Marcia 50 km | Ettore Rivolta Società Ginnastica Rionale Mussolini Milano | 4h49'53"3/5 | Giuseppe Gobbato Società Ginnastica Rionale Mussolini Milano | 4h56'46"2/5 | Mario Brignoli Società Ginnastica Rionale Mussolini Milano | 5h04'41"4/5 |

### La maratona dell'11 ottobre a Torino
Il titolo di campione italiano della maratona fu assegnato a Torino su un percorso di 42,750 km con partenza e arrivo al motovelodromo di corso Casale e sviluppo su corso Sebastopoli, piazza d'Armi, barriera di Orbassano, Beinasco, Orbassano, Rivalta, Rivoli, corso Regina Margherita, aerodromo, corso Francia e piazza dello Statuto.
| Specialità           | Oro                                          | Prestazione | Argento                                  | Prestazione | Bronzo                           | Prestazione |
| -------------------- | -------------------------------------------- | ----------- | ---------------------------------------- | ----------- | -------------------------------- | ----------- |
| Maratona (42,750 km) | Francesco Roccati Sport Club Michelin Torino | 2h48'12"1/5 | Stefano Natale Club Sportivo Audace Roma | 2h55'04"2/5 | Luigi Pellin Pietro Micca Biella | 2h56'02"1/5 |

### Il decathlon e la staffetta 3×3000 metri del 3-4 novembre a Napoli
I titoli del decathlon e della staffetta 3×3000 metri furono assegnati a Napoli presso lo Stadio Littorio.
| Specialità         | Oro                                                                   | Prestazione | Argento                                                 | Prestazione | Bronzo                                | Prestazione |
| ------------------ | --------------------------------------------------------------------- | ----------- | ------------------------------------------------------- | ----------- | ------------------------------------- | ----------- |
| Decathlon          | Francesco Tabai Unione Ginnastica Goriziana                           | 6200,795 p. | Mario Agosti Associazione Sportiva Udinese              | 6129,245 p. | Emilio Mori GUF Torino                | 5878,470 p. |
| Staffetta 3×3000 m | ASSI Giglio Rosso Corrado Franceschini Giuseppe Lippi Nello Bartolini | 27'18"4/5   | Virtus Bologna Sportiva Nannetti Venturi Umberto Bacchi | 28'22"0     | Virtus Napoli Rocco D'Antonio Martini | 29'26"0     |